# パンソッティ

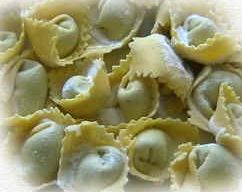
パンソッティのクルミソース

パンソッティ（イタリア語: pansoti）は、イタリア・リグーリア州の伝統的な詰め物パスタ。
パンソッティの中のフィリングには、様々なハーブが使用される。リグーリア州ではパスタにはナッツをペーストにしたソースと合わせることが多いが、パンソッティも同様にクルミのソースで食べるのが定番となっている。
貧しい地域で作られていた料理であるため、もともとは肉を使用せず、野草を使用したパスタであった。形状やレシピは地域ごとに様々である。
名前の由来は「腹（pancia）」で、丸みを帯びた部分が腹に似ていることからとされる。
トルテッリとは形状が似ているが、全く異なる物とされる。